# Mare Serpentis
Mare Serpentis és una característica d'albedo a la superfície de Mart, localitzada amb el sistema de coordenades planetocèntriques a -29.71 ° latitud N i 40 ° longitud E. El nom va ser aprovat per la UAI l'any 1958 i fa referència al mar Austral, mar del Sud.